# Evaza minor
Evaza minor är en tvåvingeart som beskrevs av Günther Enderlein 1914. Evaza minor ingår i släktet Evaza och familjen vapenflugor. Inga underarter finns listade i Catalogue of Life.